# Patrik Tkáč
Patrik Tkáč (ur. 3 czerwca 1973 w Bratysławie) – słowacki przedsiębiorca i finansista, współzałożyciel spółki J&T.
Urodził się w 1973 roku w Bratysławie. Syn Jozefa Tkáča, byłego dyrektora Investičnej a rozvojovej banky. Absolwent Uniwersytetu Ekonomicznego w Bratysławie. W 1994 roku współnie z Ivanem Jakabovičem założył grupę J&T. Od roku 1998 jest przewodniczącym rady dyrektorów instytucji J&T Banka Praha i dyrektorem wykonawczym J&T Finance Group SE.